# Andy Diouf
Andy Alune Diouf (* 17. Mai 2003 in Neuilly-sur-Seine) ist ein französischer Fußballspieler senegalesischer Herkunft, der seit 2023 beim RC Lens unter Vertrag steht.

## Karriere

### Vereine
Diouf begann seine fußballerische Ausbildung in La Garenne-Colombes beim dort ansässigen Garenne Colombes AF, für den er von 2009 bis 2012 spielte. Anschließend wechselte er in die Jugendakademie von Paris Saint-Germain, in der er bis 2015 aktiv war. Schließlich wechselte er für drei Jahre zu Billancourt Boulogne AC. Im Sommer 2018 unterschrieb er dann bei Stade Rennes. In der Saison 2019/20 kam er am 16. August 2020 für die U19-Vereinsmannschaft bei der 0:1-Achtelfinalniederlage bei der U19-Vereinsmannschaft von Inter Mailand in der   UEFA Youth League zum Einsatz. In der Folgesaison bestritt er drei Punktspiele für Stade Rennes B in der National 3, der fünftklassigen Amateurliga. Am 9. Mai 2021 (36. Spieltag) gab er sein Debüt für die Erste Mannschaft, die im Heimspiel das Erstligaspiel gegen Paris Saint-Germain mit 1:1 beendete; er wurde für Martin Terrier in der 79. Minute eingewechselt. Im Dezember der Saison 2021/22 unterzeichnete er bereits seinen ersten Profivertrag mit den Rennais. Insgesamt spielte er 2021/22 fünfmal für Rennes in der Ligue 1.
Für die Saison 2022/23 wurde er an den FC Basel ausgeliehen. Am 24. Juli 2022 (2. Spieltag) wurde er im Heimspiel gegen Servette Genf im Meisterschaftsspiel eingesetzt; beim 1:1-Unentschieden wurde er für Wouter Burger in der 73. Minute eingewechselt. Nach Ablauf der Leihe zog der Verein die Kaufoption und verkaufte den Spieler an den RC Lens weiter.

### Nationalmannschaft
Diouf spielte im Dezember 2019 zweimal für die U17-Nationalmannschaft Frankreichs. Seit September 2021 ist er für die U19-Nationalmannschaft tätig. Bei der U19-EM 2022 kam er in allen vier Spielen bis zum Ausscheiden im Halbfinale zum Einsatz. Am 21. September 2022 debütierte er für die U20-Nationalmannschaft, die das in Radès in Freundschaft ausgetragene Länderspiel gegen die U20-Nationalmannschaft Tunesiens torlos beendete. Im März 2023 folgte der erste Einsatz für die französische U21.
Anlässlich der U-21-Europameisterschaft 2025 in der Slowakei wurde Diouf von Trainer Gérald Baticle in das französische Aufgebot berufen.